# Marie Novello
Marie Novello (conosciuta anche come Marie Novello Williams, nata Maria Williams; Maesteg, 31 marzo 1884 – Londra, 21 giugno 1928) è stata una pianista gallese.
È stata una degli ultimi studenti di Teodor Leszetycki.

## Vita
Marie Novello è nata nel 1884 a Maesteg, Glamorgan, figlia del musicista William Thomas Williams e Anne Bedlington Kirkhouse. Deve il suo nome all'adozione da parte della sua insegnante di pianoforte, Clara Novello Davies, madre di Ivor Novello. Dopo gli studi con la madre adottiva, Marie fu tra gli ultimi studenti di Theodor Leschetizky
La carriera professionale di Novello è iniziata presto. Nel luglio 1899, all'età di quindici anni, vinse il premio per la medaglia d'oro per pianoforte al Welsh National Eisteddfod di Cardiff, e si esibì con Ferruccio Busoni al Festival di musica triennale di Cardiff del settembre 1907. Nel 1909, fece la prima delle sue sette apparizioni ai Promenade Concerts, quando il 22 settembre suonò il Concerto per pianoforte n.1 in mi bemolle di Franz Liszt accompagnato dalla Queen's Hall Orchestra guidata da Sir Henry Wood.
Ripete quell'apparizione ogni anno fino al 1914, con due apparizioni nel 1912. Oltre al concerto di Liszt, ha eseguito la Fantasia ungherese dello stesso compositore (1911 e 1912); Mendelssohn's Piano Concerto no. 1 in sol minore, op. 25 (1912); e l'Africa Fantasy, op. 89, di Camille Saint-Saëns (1913 e 1914).
Novello viaggiò negli Stati Uniti alla fine del 1921, arrivando il 28 dicembre a bordo della nave White Star Line RMS Olympic . Il 23 febbraio 1922, fece il suo debutto a New York al The Town Hall, dove suonò un programma che includeva opere di Chopin, Domenico Scarlatti, Debussy, Selim Palmgren e Ede Poldini .
Durante questo periodo, ha effettuato numerose registrazioni per la compagnia inglese Edison Bell. Novello morì il 21 giugno 1928 nella sua casa di Londra per endotelioma della faringe e del palato molle e fu sepolta nel cimitero di Maesteg.

## Repertorio e stile
Nella scelta del repertorio, Novello ha mostrato una preferenza per la musica dell'epoca romantica e una particolare affinità per opere virtuosistiche come la Sonata per pianoforte in si minore di Liszt.